# アネモネ (原田知世のアルバム)
『アネモネ』は、原田知世の23作目のスタジオ・アルバム（ミニ・アルバム）。2025年7月23日にヴァーヴ・レコードからリリースされた。2形態で発売され、初回限定版は高音質UHQCD・スリーヴケ―ス仕様でミニ・フォトブックが付属し、通常版はSHM-CDのみとなっている。

## 概要・制作
2024年11月に発売されたミニ・アルバム『カリン』と対をなす6曲入りのミニ・アルバム。ドライブ・ミュージックやシティ・ポップを想わせる、夏らしく軽やかで涼しげな全て新曲で構成されており、総合プロデュースは本作でも、20年近くに亘り原田の歌手活動におけるパートナー的存在である伊藤ゴローが担当した。伊藤のほかには、本作で3曲目の提供となった川谷絵音と、長年の音楽仲間である高野寛がそれぞれ1曲ずつサウンド・プロデュースを務めた。作詞には土岐麻子、高橋久美子、能町みね子、原田郁子らが参加している。ジャケットには、塩川いづみの描き下ろしによるイラストレーションを背景にしたポートレート写真が使用されている。なお、初回限定盤と通常盤ではジャケット写真のカットが異なる。
原田は、昨年末に『カリン』を発表してからとても心地よく歌えるようになり、歌うことに対して充実さを感じるようになれたという。また、その流れで制作に臨んだため、本作はポップさを感じる作品になったと話す。原田は自分の中でのポップとはどんなものなのかを長い間考えた末、年齢を重ねるにつれ、世代を超えて多くの人々と喜びを分かち合えるものなのではないかという思いに至る。特に大事にしたかったのは、メロディをきちんと歌うものにしたいということで、「どんなアレンジにも左右されず、自然と口ずさんでしまえるような旋律をブレずに表現したい」という思いが強くなったという。そのため、本作は「どの曲もシングルにしていいくらいの、クオリティの高いメロディがある曲で構成しようと思った」と述べている。
初回限定盤は高音質UHQCD仕様で、スリーブケースとミニフォトブックが付属した。なお、ユニバーサルミュージックストアでは、発売日である7月23日の23時59分までに本作を予約および購入すると、発売記念オンライントーク配信が視聴可能となる特典が用意された。
11月には発売記念ツアー「原田知世『アネモネ』『カリン』リリースツアー 2025」が東京と大阪で開催される予定となっている。

## 収録曲

### 初回限定盤・通常盤共通
| #         | タイトル           | 作詞       | 作曲・編曲 | 作曲・編曲・プロデュース             | 時間 |
| --------- | ------------------ | ---------- | ---------- | ------------------------------------ | ---- |
| 1.        | 「Driving Summer」 | 高橋久美子 |            | 伊藤ゴロー                           | 4:27 |
| 2.        | 「頬に風」         | 高野寛     |            | 高野寛（サウンド・プロデュース兼）   | 3:54 |
| 3.        | 「私を隠す森」     | 土岐麻子   |            | 伊藤ゴロー                           | 4:45 |
| 4.        | 「阿修羅のように」 | 川谷絵音   |            | 川谷絵音（サウンド・プロデュース兼） | 3:40 |
| 5.        | 「pitter patter」  | 能町みね子 |            | 伊藤ゴロー                           | 3:40 |
| 6.        | 「いつもの坂道」   | 原田郁子   |            | 伊藤ゴロー                           | 5:03 |
| 合計時間: | 合計時間:          | 合計時間:  | 合計時間:  | 25:31                                |      |

## 原田知世『アネモネ』『カリン』リリースツアー 2025
| # | 日時           | 会場                                           |
| - | -------------- | ---------------------------------------------- |
| 1 | 2025年11月9日  | 大阪府 東大阪市文化創造館 Dream House 大ホール |
| 2 | 2025年11月13日 | 東京都 LINE CUBE SHIBUYA                       |

### 参加メンバー
- 原田知世（ボーカル）
- 伊藤ゴロー（アレンジ、ギター）
- 佐藤浩一（ピアノ、キーボード）
- 鳥越啓介（ベース）
- 能村亮平（ドラムス）
- 角銅真実（コーラス、パーカッション）
- 伊藤彩（ヴァイオリン）
- 結城貴弘（チェロ）